# Synchrogazer
《Synchrogazer》는 미즈키 나나의 26집 싱글이다. 2012년 1월 11일에 출시되었다.

## 수록곡
1. Synchrogazer [4:27]
작사：미즈키 나나、작곡・편곡：아게마츠 노리야스（Elements Garden）
  - TV 애니메이션 전희절창 심포기어 오프닝 테마
  - 코나미 사의 리듬게임 유비트 소서 수록곡
2. Love Brick [4:44]
작사：meg rock・미즈키 나나・SAYURI、작곡・편곡：사이토 시야
  - TV 드라마 스위치걸 주제가
3. 理想論 [4:56]
작사：후지바야시 쇼코、작곡：Yu-pan.、편곡：후지마 히토시（Elements Garden）